# Cowal

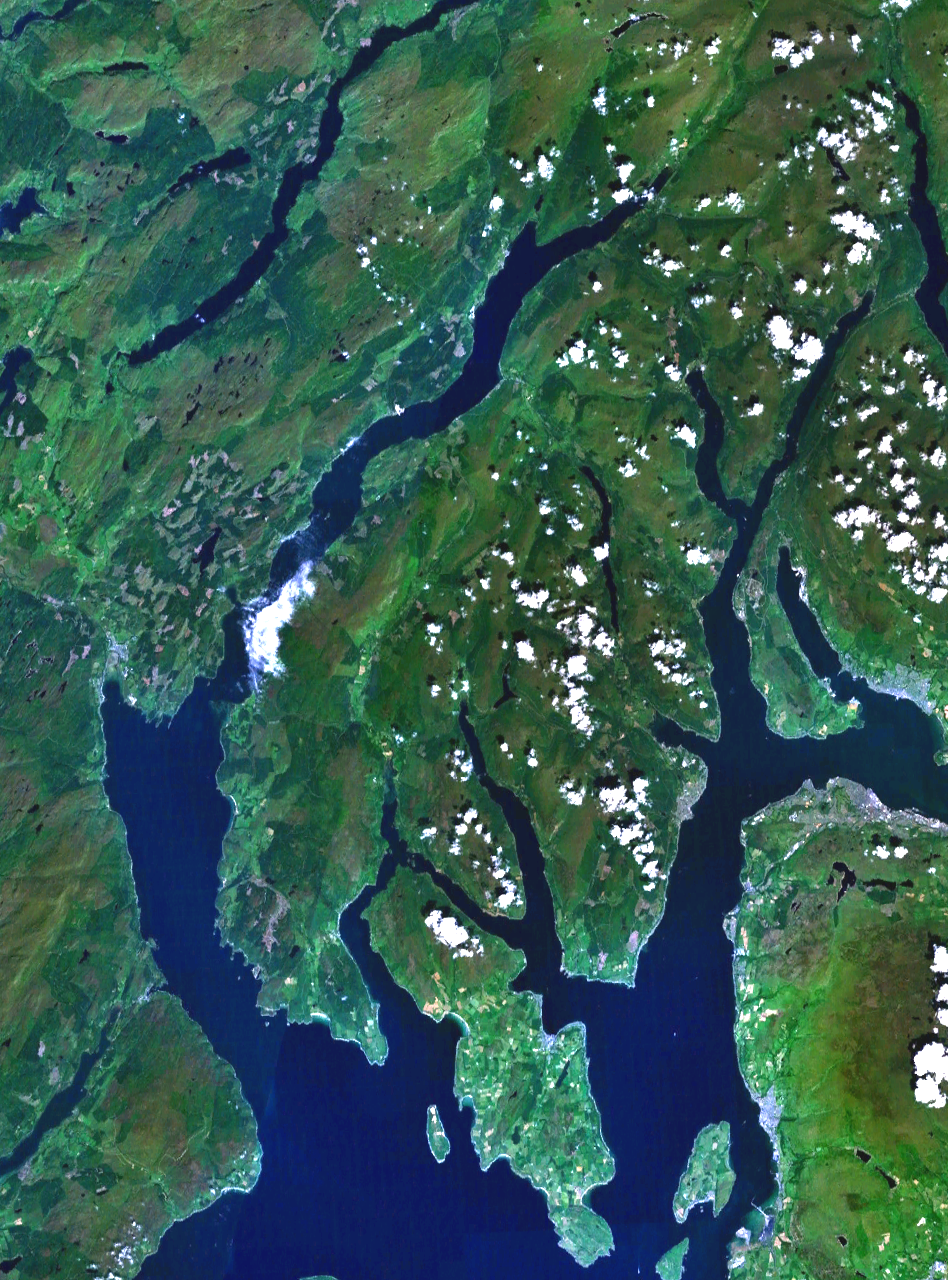
Luftbild der Halbinsel

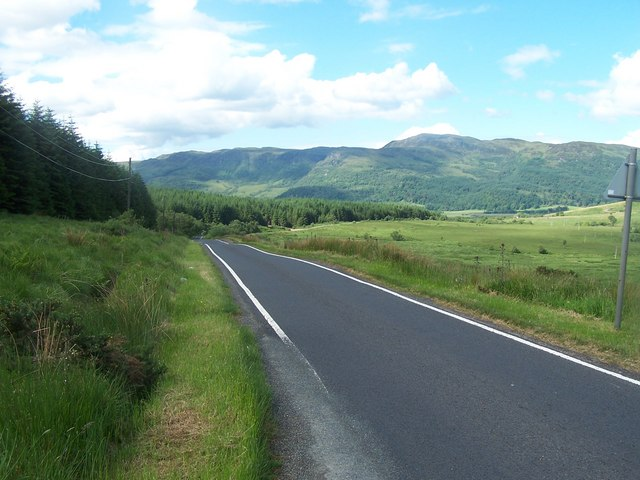
Typische Landschaft im Inneren Cowals

Cowal (gälisch: Còmhghall oder Còmhall) ist eine Halbinsel in der schottischen Council Area Argyll and Bute. Sie war Teil der traditionellen schottischen Grafschaft Argyllshire.

## Geographie
Die Halbinsel erstreckt sich auf einer Länge von etwa 50 km und verläuft in südwestlicher Richtung. Im Norden ist sie über eine etwa 13 km weite Landenge zwischen Loch Long und Loch Fyne mit dem schottischen Festland verbunden. Im Westen folgt die Küstenlinie dem Meeresarm Loch Fyne bis schließlich mit Ardlamont Point die Südspitze von Cowal erreicht ist. An diesem Kap zweigen die Kyles of Bute von dem Bute-Sund ab und bilden die Südküste der Halbinsel. An dieser schneiden mit Loch Riddon und Loch Striven zwei Nebenbuchten dieser Meerenge bis zu 13 km weit in die Landmasse Cowals ein. Das Kap Toward Point markiert die Südostspitze Cowals. Dort münden die Kyles of Bute in den Firth of Clyde ein, welcher die Halbinsel für 15 km in nordöstlicher Richtung begrenzt. Ab dem Strone Point am Ende des Holy Loch folgt die Küstenlinie dem Meeresarm Loch Long. Im Norden begrenzen die Täler Glen Croe und Glen Kinglas, durch welche die A83 verläuft, die Halbinsel. Der höchste Punkt Cowals ist der an der Nordgrenze in den Arrochar Alps gelegene Beinn an Lochain mit einer Höhe von 901 m. Mit dem langgezogenen, schmalen Loch Eck und dem Stausee Loch Tarsan befinden sich zwei größere Seen auf der Halbinsel.

## Besiedlung und Infrastruktur
Cowal ist nur dünn besiedelt und weist nur wenige größere Ortschaften oder Städte, vornehmlich entlang der Küste, auf. Zu den bedeutendsten Ortschaften zählen Dunoon, Innellan und Tighnabruaich. Insbesondere das Innere Cowals ist ländlich geprägt und zeigt verstreute landwirtschaftliche Siedlungen. Diese sind von wenigen Straßen verbunden, die den größten Teil der Verkehrsinfrastruktur darstellen. Hierzu gehören die östlich entlang der Küste über Dunoon und Innellan bis zur Südostspitze führende A815 und die A886, welche die westlichen und zentralen Gebiete anbindet und bis zu einer Fähre zur gegenüberliegenden Insel Bute führt, wo sie fortgeführt wird. Weitere Fährverbindungen bestehen im Südwesten zu den Regionen Knapdale und Kintyre und zwischen Dunoon und Gourock.
Adam’s Grave (Ardnadam) ist ein Clyde Tomb auf einer Terrasse mit Blick auf den Holy Loch (See), nordwestlich von Dunoon.